# Neognophomyia monophora
Neognophomyia monophora är en tvåvingeart som beskrevs av Alexander 1941. Neognophomyia monophora ingår i släktet Neognophomyia och familjen småharkrankar.
Artens utbredningsområde är Venezuela. Inga underarter finns listade i Catalogue of Life.